# Тини Хеке (острови)
Тини Хеке (Острови Снерс, Броутън) (на английски: Snares Islands, Broughton Islands, на маорски Tini Heke) е група от 9 острова, разположени на 200 км южно от Нова Зеландия.
Обща площ 3,5 км2. Необитаеми. обиталище на пингвини.
Открити са на 23 ноември 1791 г. от лейтенант Уилям Робърт Броутън по време на експедицията под командването на Джордж Ванкувър.